# Sòstrat de Macedònia
Sòstrat (en llatí Sostratus, en grec antic Σώστρατος) fill d'Amintes, fou un jove noble macedoni al servei d'Alexandre el Gran.
Va ser un dels implicats a la conspiració dels patges contra aquell monarca i, descobert l'intent d'assassinat, va ser condemnat a mort i executat juntament amb el seu amic i còmplice Hermolaos.